# History (musikgrupp)
History (hangul: 히스토리) var ett sydkoreanskt pojkband bildat år 2013 av LOEN Entertainment och som upplöstes 2017.
Gruppen bestod av de fem medlemmarna Kyungil, Dokyun, Sihyoung, Jaeho och Yijeong.

## Medlemmar
| Födelsenamn   | Födelsenamn | Födelsedatum      |
| Romanisering  | Hangul      | Födelsedatum      |
| ------------- | ----------- | ----------------- |
| Song Kyung-il | 송경일      | 28 november 1987  |
| Na Do-kyun    | 나도균      | 11 februari 1991  |
| Kim Si-hyoung | 김시형      | 15 maj 1992       |
| Kim Jae-ho    | 김재호      | 17 september 1992 |
| Jang Yi-jeong | 장이정      | 10 september 1993 |

## Diskografi

### Album
| Albuminformation                                    | Topplacering          | Topplacering   |
| Albuminformation                                    | Sydkorea (Gaon Chart) | Japan (Oricon) |
| --------------------------------------------------- | --------------------- | -------------- |
| Dreamer (Singelalbum) - Släppt: 26 april 2013       | 13                    | —              |
| Just Now (EP-skiva) - Släppt: 20 augusti 2013       | 19                    | —              |
| Blue Spring (EP-skiva) - Släppt: 28 november 2013   | 16                    | —              |
| Desire (EP-skiva) - Släppt: 23 juni 2014            | 10                    | —              |
| Beyond The History (EP-skiva) - Släppt: 21 maj 2015 | 8                     | —              |
| Him (EP-skiva) - Släppt: 10 april 2016              | 3                     | 27             |

### Singlar
| År        | Titel               | Topplacering          | Topplacering   |
| År        | Titel               | Sydkorea (Gaon Chart) | Japan (Oricon) |
| Koreanska | Koreanska           | Koreanska             | Koreanska      |
| --------- | ------------------- | --------------------- | -------------- |
| 2013      | "Dreamer" (med IU)  | —                     | —              |
| 2013      | "Tell Me Love"      | 85                    | —              |
| 2013      | "What Am I To You?" | —                     | —              |
| 2014      | "Psycho"            | —                     | —              |
| 2015      | "Might Just Die"    | —                     | —              |
| 2016      | "Queen"             | —                     | —              |
| Japanska  |                     |                       |                |
| 2015      | "My Love"           | —                     | 7              |
| 2015      | "Lost"              | —                     | 6              |